# IAR Systems Group
IAR Systems Group AB är ett svenskt IT-företag noterat på Stockholmsbörsen med cirka 200 anställda. Verksamheten bedrivs från huvudkontoret i Uppsala och via dotterbolag i sju länder och omsätter nästan 400 miljoner årligen. Bolaget grundades 1983 och är börsnoterat sedan 1999. Gruppen består idag av IAR Systems AB och Secure Thingz Ltd. (IAR Systems group var fram till 2008 Nocom AB och 2008–2011 Intoi AB). 